# Maria Silvia Lucido
Maria Silvia Lucido (Vicenza, 22 de abril de 1963 – 4 de março de 2008) foi uma matemática italiana, especializada em teoria dos grupos e pesquisadora em matemática na Universidade de Údine.

## Formação e carreira
Depois de trabalhar para um banco e uma agência de viagens, ingressou nos estudos de matemática na Universidade de Pádua em 1986, graduando-se em 1991. Já na graduação começou a pesquisar o teoria dos grupos finitos, e escreveu um trabalho de graduação sobre o assunto sob a orientação de Franco Napolitani. Completou um doutorado em Pádua em 1996, com a tese Il Prime Graph dei gruppi finiti [the prime graphs of finite groups], orientada por Napolitani e co-orientada por Carlo Casolo.
Após pesquisa de pós-doutorado na Universidade de Pádua e como bolsista Fulbright na Universidade Estadual de Michigan, obteve uma posição permanente como pesquisadora na Universidade de Údine em 1999. Morreu em um acidente automobilístico em 4 de março de 2008, deixando marido e dois filhos.